# Ericolophium euryae
Ericolophium euryae är en insektsart. Ericolophium euryae ingår i släktet Ericolophium och familjen långrörsbladlöss. Inga underarter finns listade i Catalogue of Life.